# Steve Penney
Steven Alexander Penney (ur. 16 stycznia 1964 w Ballymoney) – północnoirlandzki piłkarz występujący na pozycji pomocnika.

## Kariera klubowa
Penney zawodową karierę rozpoczynał w 1981 roku w północnoirlandzkim klubie Ballymena United. W 1983 roku trafił do angielskiego Brighton & Hove Albion z Second Division. W 1987 roku spadł z nim do Third Division. Po roku powrócił z nim do Second Division. W Brighton & Hove Albion grał jeszcze przez trzy lata. W 1991 roku Penney odszedł do szkockiego Heart of Midlothian. W 1992 roku wywalczył z nim wicemistrzostwo Szkocji. W tym samym roku odszedł do angielskiego Burnley, gdzie w 1993 roku zakończył karierę.

## Kariera reprezentacyjna
W reprezentacji Irlandii Północnej Penney zadebiutował 16 października 1984 roku w wygranym 3:0 towarzyskim meczu z Izraelem. W 1986 roku został powołany do kadry narodowej na Mistrzostwa Świata. Zagrał na nich w meczach z Algierią (1:1) oraz z Hiszpanią (1:2). Tamten mundial Irlandia Północna zakończyła na fazie grupowej. W latach 1984–1988 w drużynie narodowej Penney rozegrał w sumie 17 spotkań i zdobył 2 bramki.